# Murder of the Universe
Murder of the Universe è il decimo album in studio del gruppo musicale di rock psichedelico australiano King Gizzard & the Lizard Wizard, pubblicato il 23 giugno 2017 dalla Flightless Records in Australia, dalla ATO Records negli Stati Uniti e dalla Heavenly Recordings nel Regno Unito. Rappresenta il secondo di una serie di cinque dischi che la band volle pubblicare in un solo anno.
L'opera è stata candidata nella categoria "miglior album hard rock o heavy metal" agli ARIA Music Awards 2017 dopo una controversa vittoria nella stessa sezione l'anno precedente.

## Concept e trama
Murder of the Universe è un concept album composto da tre storie differenti, ognuna delle quali narrata attraverso sia canzoni che parti recitate. I primi due capitoli sono raccontati da Leah Senior, mentre il terzo da "UK, Charles" dell'applicazione di sintesi vocale NaturalReader.
Il primo capitolo, The Tale of the Altered Beast, esplora il tema della tentazione e racconta di un uomo che si imbatte in un mistico ibrido umano/bestia soprannominato Altered Beast. La storia è pertanto incentrata sulla sua ricerca per diventare anche lui alterato - qualcosa di considerato tabù nella sua società. La prospettiva quindi cambia in quella dell'Altered Beast, che è pieno di intenzioni omicide. Combattendo l'un l'altro, l'umano sperimenta il potere e lentamente soccombe alla tentazione di diventare alterato. Accettando il loro reciproco destino, i due esseri si fondono, creando una bestia appena alterata, che ora brama ancora più carne. Tuttavia, la Altered Beast soffre molto nell'assorbire un'altra coscienza - perde traccia della sua identità e alla fine muore di pazzia, decadendo nella terra.
(Stu Mackenzie)
Il secondo, The Lord of Lightning vs. Balrog, si concentra su una grande battaglia tra due entità soprannominate The Lord of Lightning e Balrog, che rappresentano le forze rispettivamente della luce dell'oscurità, preceduta da una prefazione in cui il narratore la ricorda come evento ormai lontano e passato. L'azione inizia con la traccia The Lord of Lightning, che parla della distruzione generale causata in una città da un fulmine sparato dal dito dell'entità, percepita come malvagia dai cittadini. E, quando essa lancia una saetta contro un cadavere, questo viene in qualche modo rianimato sotto forma di una creatura conosciuta come Balrog, che comincia a sterminare anche lei tutti gli abitanti della città. Alla fine però i due esseri finiscono per lottare, con il "Signore dei Fulmini" che riduce il nemico in un ammasso di carne in fiamme. A questo punto se ne va, decidendo di non vessare oltre gli uomini.
Il terzo e ultimo capitolo, Han-Tyumi & The Murder of the Universe, parla di un cyborg in un mondo digitale che acquisisce conoscenza e, in confusione, decide di sforzarsi di fare ciò che però un cyborg non può fare: vomitare e morire. Decide di creare una creatura soprannominata "Macchina per la produzione di proteine della soia" il cui unico scopo è quello di vomitare. Quando la creatura rifiuta il suo amore, Han-Tyumi decide di fondersi con essa, il che gli fa perdere il controllo. Il marchingegno esplode ed espelle infinitamente il vomito, che alla fine inghiotte l'intero universo: e così l'«universo viene ucciso».

## Accoglienza
| Recensione | Giudizio |
| ---------- | -------- |
| MC         | 73/100   |
| AllMusic   | [ 8 ]    |
| Clash      | 8/10     |
| Exclaim!   | 6/10     |
| Pitchfork  | 8/10     |

Murder of the Universe è stato accolto in maniera generalmente positiva dalla critica musicale. Sul sito Metacritic ha un voto medio di 73/100, basato su 15 recensioni, indicante "giudizi globalmente favorevoli".
Tim Sendra di AllMusic ha scritto che «il secondo album del 2017 del King Gizzard & the Lizard Wizard è un'esplosione scatenata e febbrile di fantascienza, punteggiata da synth sferzanti e voci fuori campo robotiche.»
Cosette Schulz di Exclaim! ha detto invece che «l'album di 21 tracce è sicuramente la versione più strana e più drastica che i King Gizzard abbiano mai realizzato; non tanto ambizioso quanto Nonagon Infinity senza interruzioni, o la precedente release di quest'anno Flying Microtonal Banana, ma comunque un'impresa.»

### Riconoscimenti
| Pubblicazione | Riconoscimenti  | Anno | Posizione | Ref.   |
| ------------- | --------------- | ---- | --------- | ------ |
| Rough Trade   | Album dell'anno | 2017 | 24        | [ 12 ] |

## Lista delle tracce
Musica dei King Gizzard & the Lizard Wizard; testi e storie di Stu Mackenzie, eccetto Murder of the Universe, scritta da Joey Walker e Mackenzie.

### Chapter 1: The Tale of the Altered Beast
1. A New World – 0:57
2. Altered Beast I – 2:23
3. Alter Me I – 0:45
4. Altered Beast II – 4:28
5. Alter Me II – 1:25
6. Altered Beast III – 2:14
7. Alter Me III – 1:26
8. Altered Beast IV – 5:10
9. Life / Death – 0:59

Durata totale: 19:47

### Chapter 2: The Lord of Lightning vs. Balrog
1. Some Context – 0:16
2. The Reticent Raconteur – 1:05
3. The Lord of Lightning – 5:07
4. The Balrog – 4:29
5. The Floating Fire – 1:54
6. The Acrid Corpse – 1:00

Durata totale: 13:51

### Chapter 3: Han-Tyumi and the Murder of the Universe
1. Welcome to an Altered Future – 0:55
2. Digital Black – 2:46
3. Han-Tyumi the Confused Cyborg – 2:21
4. Soy-Protein Munt Machine – 0:30
5. Vomit Coffin – 2:19
6. Murder of the Universe – 4:09

Durata totale: 13:00

## Formazione
King Gizzard & the Lizard Wizard
- Stu Mackenzie – voce, Hagström F12, Roland Juno-60, Yamaha DX-7, flauto mellotron, coro mellotron, Yamaha Reface YC, basso Fender Mustang, Natural Reader UK Charles
- Michael Cavanagh – '62 Maxwin drum kit, '61 Yamaha Tiger Red Swirl kit
- Joey Walker – Yamaha SG-3, Yamaha Reface YC, Roland JX-3P, Roland Juno-60
- Ambrose Kenny-Smith – Hohner Special 20, Yamaha Reface YC
- Cook Craig – Rickenbacker 620
- Lucas Skinner – basso Fender Mustang
- Eric Moore – management

Musicisti addizionali
- Leah Senior – parlato (1-9, 11-15)

Produzione
- Casey Hartnett – registrazione
- Stu Mackenzie – registrazione, produzione
- Michael Badger – registrazione, mixaggio
- Joey Walker – registrazione
- Joe Carra – mastering
- Jason Galea – artwork